# Claude-Melchior Raymond
Pour les articles homonymes, voir Raymond.
Anne-Claude-Melchior Raymond, né le 10 avril 1804 à Chambéry où il est mort le 1er avril 1854, est un avocat, professeur de droit, rédacteur en chef, sénateur du duché de Savoie, membre de l'Académie de Savoie élu en 1840.

## Famille
Il est le fils aîné du chevalier Georges-Marie Raymond, membre fondateur et premier secrétaire perpétuel de l'Académie de Savoie. 
Il épouse, le 27 avril 1830 à Chambéry, Marie Adélaïde Mareschal. Ils auront :
- Barbe Victoire Marie (1832), épouse le docteur Gaspard Dénarié.
- Jean Pierre Hipolyte (1834)
- Jeanni (1836)
- François Louis Camille (1837)
- Marie  Émile Théodore (1845-1905) Avocat,épouse Louise Landre

## Carrière
Il commence des études de droit à Chambéry avant de les poursuivre à Turin. Il revient exercer son métier dans sa ville natale et obtiendra la chaire de droit à l'école universitaire de celle-ci. Il sera titulaire de ce poste jusqu'à sa mort.
Il est un temps membre du conseil municipal de Chambéry [réf. nécessaire]. 
Son père fonde en 1816, le Journal de Savoie. Son frère, Jacques-Marie, reprend la direction à la mort du fondateur en 1939. En 1843, celui-ci, sous les auspices de Veyrat devient Le Courrier des Alpes. Claude-Melchior en prend la direction, avec la libéralisation de la presse en 1849.
Il hérite de son père en 1839 de la propriété des Charmettes, où résidait Mme de Warrens et Jean-Jacques Rousseau.
Il est élu le 17 juillet 1840 à l'Académie des sciences, belles-lettres et arts de Savoie, avec pour titre académique Effectif (titulaire).

### Biographie
- Jules Philippe, Les Gloires de la Savoie, J.-B. Clarey, 1863, p. 260, notice.
- Jean-Marie Mayeur, Christian Sorrel et Yves-Marie Hilaire, La Savoie, t. 8, Paris, Éditions Beauchesne, coll. Dictionnaire du monde religieux dans la France contemporaine, 1996, 2003, 441 p. (ISBN 978-2-7010-1330-5), p. 351-352.